# Two Boats, Ascension
Two Boats (sau Two Boats Village) este o așezare situată în partea centrală a insulei Ascension. Are o populație de 120 locuitori. Aici se află un club, precum și singura școală de pe insulă.
1. ↑   https://web.archive.org/web/20230901124309/https://ru.whattimezone.com/3937333-two-boats-village/, arhivat din original la 1 septembrie 2023 Lipsește sau este vid: |title= (ajutor)